# Болгария на зимних Олимпийских играх 1998
Болгария принимала участие в Зимних Олимпийских играх 1998 года в Нагано (Япония) в пятнадцатый раз за свою историю, и завоевала одну золотую медаль.

## Золото
- Биатлон, женщины — Екатерина Дафовска.